# Hazaribagh
|  | Per a altres significats, vegeu «Districte d'Hazaribagh». |

Hazaribagh és una ciutat i municipalitat de l'estat de Jharkhand a l'Índia. És capital de la divisió de North Chota Nagpur i del districte d'Hazaribagh. A 16 km té el parc nacional d'Hazaribagh un dels millors de l'Índia. El nom Hazaribagh voldria dir "Mil jardins" (ciutat dels), ja que deriva de les paraules "hazar" (mil) i "bagh" (jardi). Està situada a 23° 59′ N, 85° 21′ E / 23.98°N,85.35°E. Al cens del 2001 consta amb 127.243 habitants. El 1901 tenia 15.799 habitants, el 1881 eren 15.306 i el 1872 eren 11.050.

## Història
La ciutat era poc més que una unió d'alguns llogarets quan el 1780 fou escollida com a quarter militar i el 1834 com a seu d'una subdivisió que abans havia tingut seu a Sherghati i a Chatra alternativament. El "cantonment" militar es trobava al sud-est de la vila. El 1874 a causa de les moltes morts per febre, les tropes foren retirades excepte un petit destacament de forces europees per vigilar la presó per europeus, fins que aquesta fou tancada; llavors només van quedar dos companyies natives. La municipalitat es va crear el 1869.

## Llocs interessants
1. Parc nacional d'Hazaribagh
2. Canary Hill, lloc per amants de la natura
3. Cafeteria Swarnajayanti al llac Hazaribagh
4. Panchmandir
5. Temple Narsingh dedicat a Vixnu
6. Font termal de Surajkund

### Llocs propers
- Koderma, on es produeix més del 60% de la mica del món, a uns 60 km
- Riu Barakar i presa de Tilaiya Dam
- Konar Dam a 51 km d'Hazaribagh
- Font termal Suraj Kund a 72 km d'Hazaribagh